# Kubatrogon
Kubatrogon (Priotelus temnurus) är en fågel i familjen trogoner inom ordningen trogonfåglar. Den är Kubas nationalfågel.

## Utseende och läte
Kubatrogonen är en vacker medelstor fågel med glänsande blågrått på ryggen, grått bröst och lysande röd buk. Den upptäcks ofta på lätet, ett accelerande "cu-cu-cu-cu-cu-cu" eller ett ekande och darrande "cu-u-low" som ofta upprepas.

## Utbredning och systematik
Kubatrogon delas in i två underarter:
- Priotelus temnurus temnurus – förekommer på Kuba
- Priotelus temnurus vescus – förekommer på Isla de la Juventud

## Levnadssätt
Kubatrogonen hittas i skogsområden. Där ses den i par, vanligen sittande orörligt på medelhög höjd i långa stunder. Man kan dock få syn på den under födosök när den ryttlar nära blommor och frukt. 

## Status och hot
Arten har ett stort utbredningsområde, men tros minska i antal, dock inte tillräckligt kraftigt för att den ska betraktas som hotad. Internationella naturvårdsunionen IUCN listar arten som livskraftig (LC).

## I kulturen
Kubatrogonen är Kubas nationalfågel där den är känd som Tocororo.